# (74477) 1999 CY66
(74477) 1999 CY66 – planetoida z pasa głównego asteroid okrążająca Słońce w ciągu 5,83 lat w średniej odległości 3,24 j.a. Odkryta 12 lutego 1999 roku.